# Paradiaptomus natalensis
Paradiaptomus natalensis is een eenoogkreeftjessoort uit de familie van de Diaptomidae. De wetenschappelijke naam van de soort is voor het eerst geldig gepubliceerd in 1906 door Cooper.